# Солдат Туймаады
«Солдат Туймаады» — мемориальный комплекс в Якутске, посвящённый воинам-якутянам, призванным на Великую Отечественную войну.
Туймаада — самая большая по численности населения из трёх основных долин реки Лены, где расположен город Якутск с прилегающими населёнными пунктами. На стелах комплекса золотом выгравированы имена 20 563 человек, призванных на войну якутским городским военкоматом с 1941 по 1945 год. Подсчет призванных на фронт из долины Туймаады будет продолжен и мемориал будет пополняться новыми именами.

## История
Торжественное открытие мемориального комплекса «Солдат Туймаады» состоялось в столице республики Саха (Якутия) в 2 сентября 2015 года в день окончания Второй мировой войны. Создание такого мемориала было идеей столичный властей, сооружён он был за счет бюджета города Якутска, а также добровольных пожертвований жителей города, предприятий и организаций в благотворительный фонд «Победа-70».
Открывал мемориал глава Якутии Егор Борисов, который в своей речи, в частности, выразил благодарность общественности и руководство города за инициативу, которую они проявили для создания этого памятника. Также с речью выступил глава город Якутска Айсен Николаев. В торжественном событии принял участник Великой Отечественной и Советско-японской войн Роман Охлопков, чьё имя также высечено на одной из стел.
Комплекс «Солдат Туймаады» начинается со входной арки, внутри которой висит колокол, символизирующий начало кровопролитной войны и её победоносное окончание. Изображённые выше колокола стрижи символизирует погибших воинов. Далее на площади расположены стелы с именами более 20 тысяч якутских солдат. На конечной части композиции изображены символ Якутска — острог, барельефы двух солдат, по обеим сторонам которых расположены награды времен Великой Отечественной войны на фоне изображений событий этой войны.
Памятник расположен в сквере Ветеранов вдоль улицы Хабарова в 202-м микрорайоне Якутска. Автор проекта «Солдат Туймаады» — архитектор Андросов Иван Степанович и его помощник — Андросова Ольга Ивановна, скульпторы Пахомов Эдуард Иннокентьевич и Никитин Павел Павлович; соавторы — скульпторы Слепцов П. Г. и Осипов Б. А.
Мемориальный комплекс «Солдат Туймаады» на ХХ Дальневосточном архитектурном фестивале «ДВ Зодчество-2016» был признан лучшим объектом на Дальнем Востоке.
24 июня 2020 года, в день, когда 75 лет назад в Москве состоялся Парад Победы, в Якутске на воинском мемориальном комплексе «Солдат Туймаады» состоялось торжественное открытие памятника якутским снайперам.